# Удмуртский Сарамак
Удмуртский Сарамак — деревня в Кизнерском районе Удмуртии, входит в Крымско-Слудское сельское поселение. 

## Название
Слово «Сарамак» приблизительно переводится с удмуртского как родоначальник, начинающий род. Вторая часть п  Удмуртский Сарамак — деревня в Кизнерском районе; один из древних населенных пунктов на территории Удмуртии. Впервые упоминается в XV в. как населенный пункт, входящий в состав Казанского ханства; судя по переписи 1710 г., деревня носила название Сарамак-Пелга, в ней было 17 домохозяйств; д. Сарамак входит в состав огромного Пельга-выла, находящегося на стыке Граховского, Кизнерского, Можгинского, Вавожского, Увинского районов.
Недавно удалось выяснить чрезвычайно интересный факт: в Сарамаке вместе с удмуртами рода Пельга или же до них жили бесермяне, об этом говорят предания и язык — говор сарамакских удмуртов. Один пожилой человек из соседнего села Старые Ятчи Граховского района вспомнил, что раньше сарамаковцев называли бесермянами (Сарамакез бесерман шуо вал). В Сарамаке нам сообщили, что раньше в этих краях жили бесермяне, но потом они ушли в Башкирию. Не только в говоре д. Сарамак, но и в соседних с ним граховских говорах имеется ряд фонетических соответствий с бесермянским наречием, а также с кукморским диалектом.
Сарамак-Пельга: Сарамак — личное имя, вероятно, основателя деревни (от тюрк. сару «окружать, окутать»+ мак — аффикс) + Пельга — воршудно-родовое имя; буквально «деревня рода Пельга, основанная Сарамаком».режнего названия деревни — «Пельга» является родовым удмуртским названием.

## География
Находится в 28 км к югу от Кизнера, в 62 км к юго-западу от Можги и в 136 км к юго-западу от Ижевска. Расположена на реке Сарамачка.
Неподалёку от Удмуртского Сарамака также находятся деревни Марийский Сарамак и Русский Сарамак (последняя деревня в 1985 году была снята с учёта, но в 2000-е годы начала заселяться поселенцами).

## Население
| 2010 | 2012 | 2015 |
| ---- | ---- | ---- |
| 231  | ↘230 | ↘227 |

## Люди, связанные с деревней
- Абрамов Иван Дмитриевич — уроженец деревни. Призван в ноябре 1941 года, на фронте с декабря того же года. Отличился будучи наводчиком батареи 45-мм пушек 601-го мотострелкового полка. В бою под Можайском 20 января 1942 года проявил исключительные храбрость и мужество, под огнём противника прямой наводкой разрушил 6 блиндажей, наблюдательный пункт. Награждён орденом Красного Знамени[5].